# ديفيد ريتشاردز (لاعب كرة قدم أمريكية)
ديفيد ريتشاردز (بالإنجليزية: David Richards)‏ هو لاعب كرة قدم أمريكية أمريكي، ولد في 11 أبريل 1966 في جزيرة ستاتن في الولايات المتحدة.

## وصلات خارجية
- دايفيد ريتشاردز على موقع مرجع كرة القدم المحترفة.كوم (الإنجليزية)